# Rachid Ghaflaoui
Rachid Ghaflaoui (en arabe : رشيد الغفلاوي), né le 1er janvier 1973 à Marrakech (Maroc) est un entraîneur marocain de football. 

## Biographie
Né à Marrakech au Maroc, Ghaflaoui a été nommé en 2014 comme entraîneur du club nigérien du Sahel SC, avant de rejoindre le club congolais de Sanga Balende en février 2016, qu'il réussit à qualifier en Coupe de la confédération en finissant à la troisième place du championnant congolais.
En novembre 2017, il signe de nouveau avec le club nigérien du Sahel SC, club avec lequel il remportera la Coupe et la Supercoupe du pays durant cette même saison, avant de signer avec le club ivoirien de Williamsville Athletic Club la saison suivante.
En 2020, il rejoint le club guinéen de Académie SOAR, puis en 2021, le club bahreïni de l'Al Bahrain SC avec qui il va réaliser la montée en Championnat de Bahreïn de première division.

## Palmarès
- Coupe du Niger : 2017
- Supercoupe du Niger : 2017
- Champion Championnat de Bahreïn de football D2 : 2022